# Tobin Heath
Tobin Heath, (Morristown, New Jersey, 1988. május 29. –) kétszeres olimpiai- és kétszeres világbajnok amerikai női válogatott labdarúgó.

## Pályafutása
Négyéves korában kezdett el focizni a Fiatalok Keresztény Egyesületénél (YWCA). Főiskolai évei alatt intézménye csapatában játszott, 2003-ban pedig állami bajnoki címet szerzett a Wildcats akadémiai együttesével.

### Klubcsapatokban

#### North Carolina Tar Heels
Az észak-karolinai egyetemen 2006-ban, 2008-ban és 2009-ben szerzett bajnoki címét többek között Yael Averbuch, Lucy Bronze, Whitney Engen, Ashlyn Harris, Meghan Klingenberg, Allie Long, Jessica McDonald és Heather O’Reilly csapattársaként abszolválta.

#### New Jersey Wildcats
2004-től 2006-ig az USL W-League északkeleti divíziójának bajnokaként három alkalommal jutottak a bajnoki rájátszás döntőjébe és 2005-ben országos bajnoki címet szerzett a "Vadmacskákkal".

#### Jersey Sky Blue
A következő évében a második helyen végzett diviziójukban és konferencia elődöntőt játszhatott 2007-ben.

#### Pali Blues
2009-ben Kaliforniában a Pali Blues-al megnyerte a USL W-League Nyugat-konferencia címét és a szezon befejeztével W-League bajnoki győzelmet ünnepelhetett Whitney Engen, Ashlyn Harris, Kelley O’Hara, Christen Press, Jodie Taylor és Kirsty Yallop társaságában.

#### Atlanta Beat
A 2010-es WPS draft első körében választotta ki az atlantai együttes, ahol bokasérülése miatt mindössze három mérkőzésen léphetett pályára.

#### Sky Blue
2010. december 10-én Heath a Sky Blue-hoz került és a 2011-es szezonban 12 mérkőzést játszhatott az égszínkék csapatban.

#### New York Fury
A WPS bajnokság megszűnését követően távozott a félprofi New York Fury gárdájához, azonban sérülése kiújúlt és egy találkozón szerepelt a Fury-nél.

#### Paris Saint-Germain
2013-ban hat hónapos szerződést kötött a francia élcsapattal és 12 meccsen ötször volt eredményes a kékeknél. Ez év szeptemberében egy újabb féléves kontraktussal még hét találkozót játszott a párizsi klubban.

#### Portland Thorns
Az újonnan megalakult National Women's Soccer League-ben érdekelt portlandi egyesülettel Alex Morgan és Christine Sinclair társaságában 2013. január 11-én kötött szerződést. Júliusban, a párizsi kitérője után csatlakozott a "Tövisesekhez" és első szezonjában a harmadik helyig segítette csapatát.

#### Manchester United
A Manchester United hivatalos honlapján jelentette be szerződtetését 2020. szeptember 9-én. A Vörös Ördögöknél 11 meccsen lépett pályára, melyeken 4 találatot szerzett.

#### Arsenal
2021. szeptember 3-án aláírt az Arsenal csapatához.

## Sikerei

### Klubcsapatokban
Észak-amerikai bajnok (2):
- NWSL bajnok (2):
  - Portland Thorns (2): 2013, 2017

### A válogatottban
- Világbajnok (2): 2015, 2019
- Világbajnoki ezüstérmes (1): 2011
- Olimpiai aranyérmes (2): 2008, 2012
- Olimpiai bronzérmes (1): 2020
- Aranykupa győztes (2): 2014, 2018
- Pánamerikai Játékok ezüstérmes (1): 2007
- Algarve-kupa győztes (4): 2008, 2011, 2013, 2015
- SheBelieves-kupa győztes (2): 2016, 2020
- Nemzetek Tornája győztes (1): 2018
- Négy Nemzet Tornája győztes (2): 2008, 2011